# Безпілотний підводний апарат

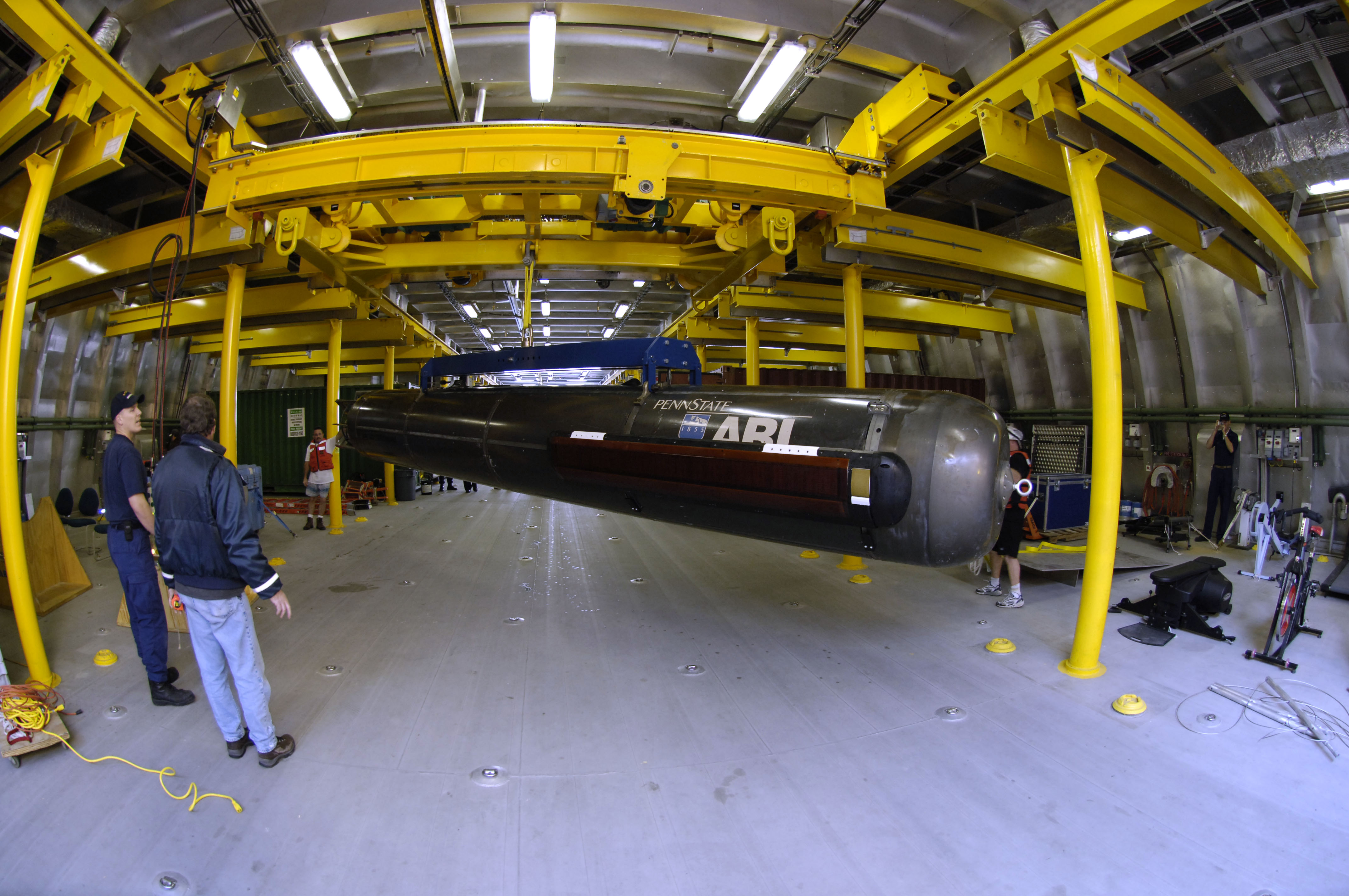
Автономний підводний апарат (AUV) класу Seahorse з лабораторії прикладних досліджень Університету штату Пенсільванія переміщується на позицію в відсіку місії Sea Fighter (FSF-1) під час запуску.

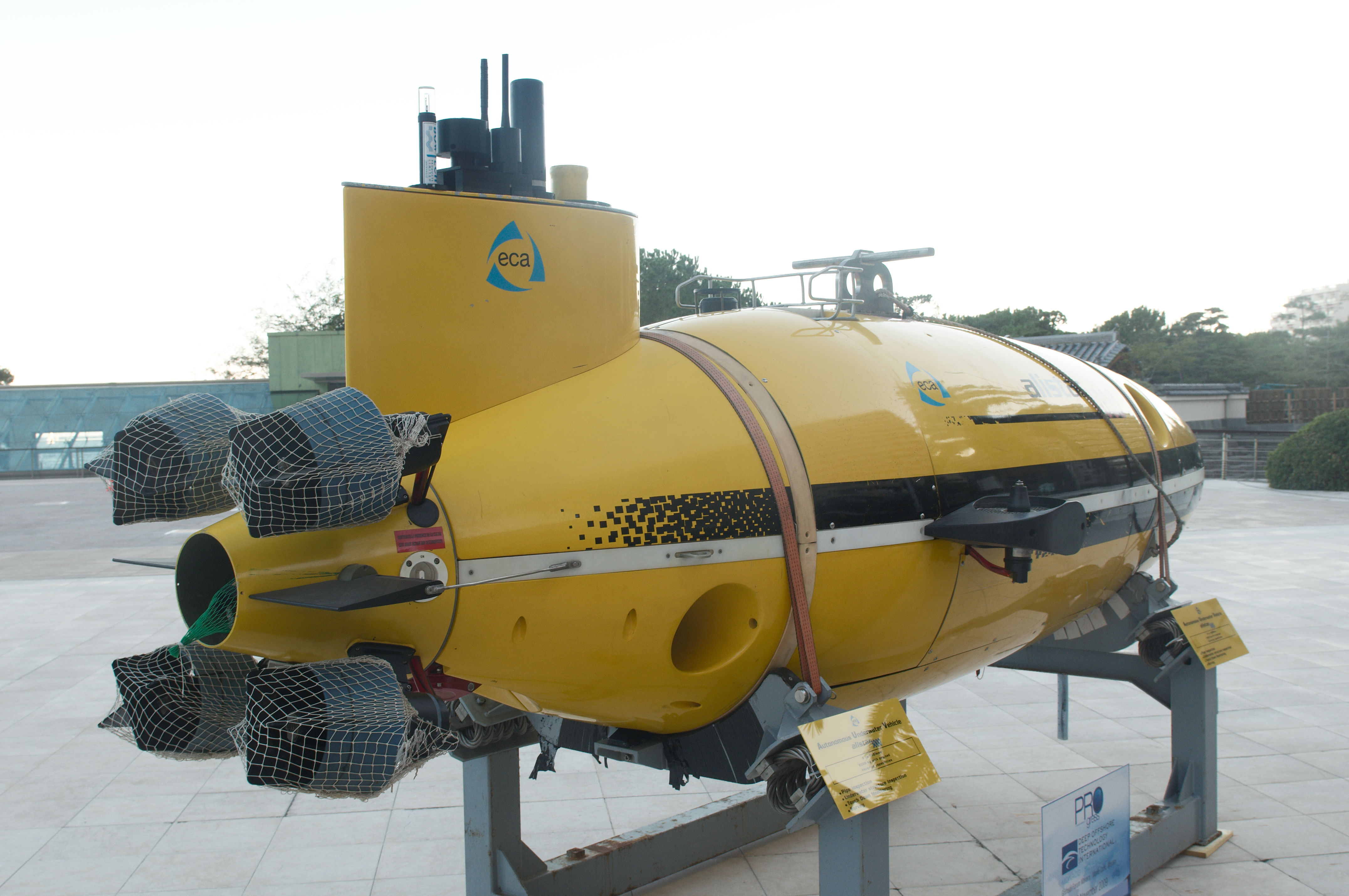
Автономний підводний апарат Alistar 3000 - Eca 2.

Безпілотні підводні апарати (UUV), іноді відомі як підводні дрони , є підводними апаратами, які можуть працювати під водою без людини. Ці апарати можна розділити на дві категорії: дистанційно керовані підводні апарати (ROUV) і автономні підводні апарати (AUV). ROUV дистанційно керує людина-оператор. АНПА автоматизовані та працюють незалежно від прямого втручання людини.

## Класифікація

### Підводний апарат з дистанційним керуванням
Підводні апарати з дистанційним керуванням (ROUVs) — це підклас UUV, головною метою якого є заміна людей для підводних завдань через складні підводні умови. ROUV призначені для виконання освітніх або промислових та ін. завдань. Ними вручну керує оператор для виконання завдань, зокрема спостереження та патрулювання. Структура ROUV позбавляє його можливості працювати автономно.

### Автономний підводний апарат
Автономні підводні апарати (AUV) визначаються як підводні апарати, які можуть працювати без оператора.
Розміри можуть коливатися від кількох кілограмів до тисяч кілограмів. Перший AUV був створений у 1957 році з метою проведення досліджень в арктичних водах для лабораторії прикладної фізики при Університет Вашингтона.

## Інтернет-ресурси
- Russia Says It's Working on a Drone That Can Imitate Any Submarine - The Surrogat - Saint
- TWINBOT project
- GIRONA500